# Adrien Pozzi
James Adrien Pozzi, né le 6 octobre 1860 à Pau, mort le 9 septembre 1939 à La Rochelle, est un homme politique français.

## Biographie
Fils du pasteur Benjamin Pozzy, il fait ses études aux lycées de Bordeaux et de Pau. Il a commencé sa médecine à Bordeaux, externe des hôpitaux de la ville puis à la Faculté de médecine de Paris, il passe par La Charité  et en 1887 à La Pitié ; Il est docteur en médecine en 1888, lauréat de la faculté de médecin et prix des thèses. Il était moniteur en anatomie à l'Ecole pratique de la faculté et membre de la mission pour l'étude de la Suette militaire dans le Poitou lors de l'épidémie de 1887. Et il s’installe à Reims en 1888 après un brillant concours de professeur suppléant des Chaires de chirurgie et d'accouchement où il a pour concurrent le docteur Eugène Doyen. Professeur titulaire de pathologie externe et de médecine opératoire à l’École de médecine de Reims dès 1889, puis médecin des crèches de la Société protectrice de l'enfance en 1890 et dans ce cadre met en place des cours d'éducation maternelle.
Adrien Pozzi épouse Marie Jeanne Barbey (1864-1901), puis à La Rochelle en 1902 Élisa Barthe. Il habite le 11, rue Piper, de 1900 à 1905, puis le 1, rue Thiers en 1911. Il se retire en Dordogne, et enfin à La Rochelle où il termine ses jours.

### En politique
Il est entré au conseiller municipal en 1896, premier adjoint au maire en 1900, il est élu maire de Reims en mai 1904 et le reste jusqu’en 1908.
Député de la Marne de 1906 à 1910, il est directeur de l’École de médecine du 1er novembre 1919 au 31 octobre 1922. Il quitte Reims en 1924, et remplace pendant un certain temps, dans ses services, son frère aîné, Samuel Pozzi, le célèbre chirurgien des Hôpitaux de Paris, considéré comme le père de la gynécologie en France.
En 1907, alors qu'il est maire de Reims, il accepte l'important legs d'Henry Vasnier, permettant de faire entrer l’entièreté de cette collection d’œuvres d'art - parmi lesquelles des œuvres de Camille Corot, de Claude Monet, d'Alfred Sisley ou d'Émile Gallé - dans celle du Musée des Beaux-Arts de Reims. C'est cette décision qui est à l'origine de l'installation du musée dans l'ancienne abbaye de Saint-Denis, au sein duquel il se trouve toujours.

## Iconographie

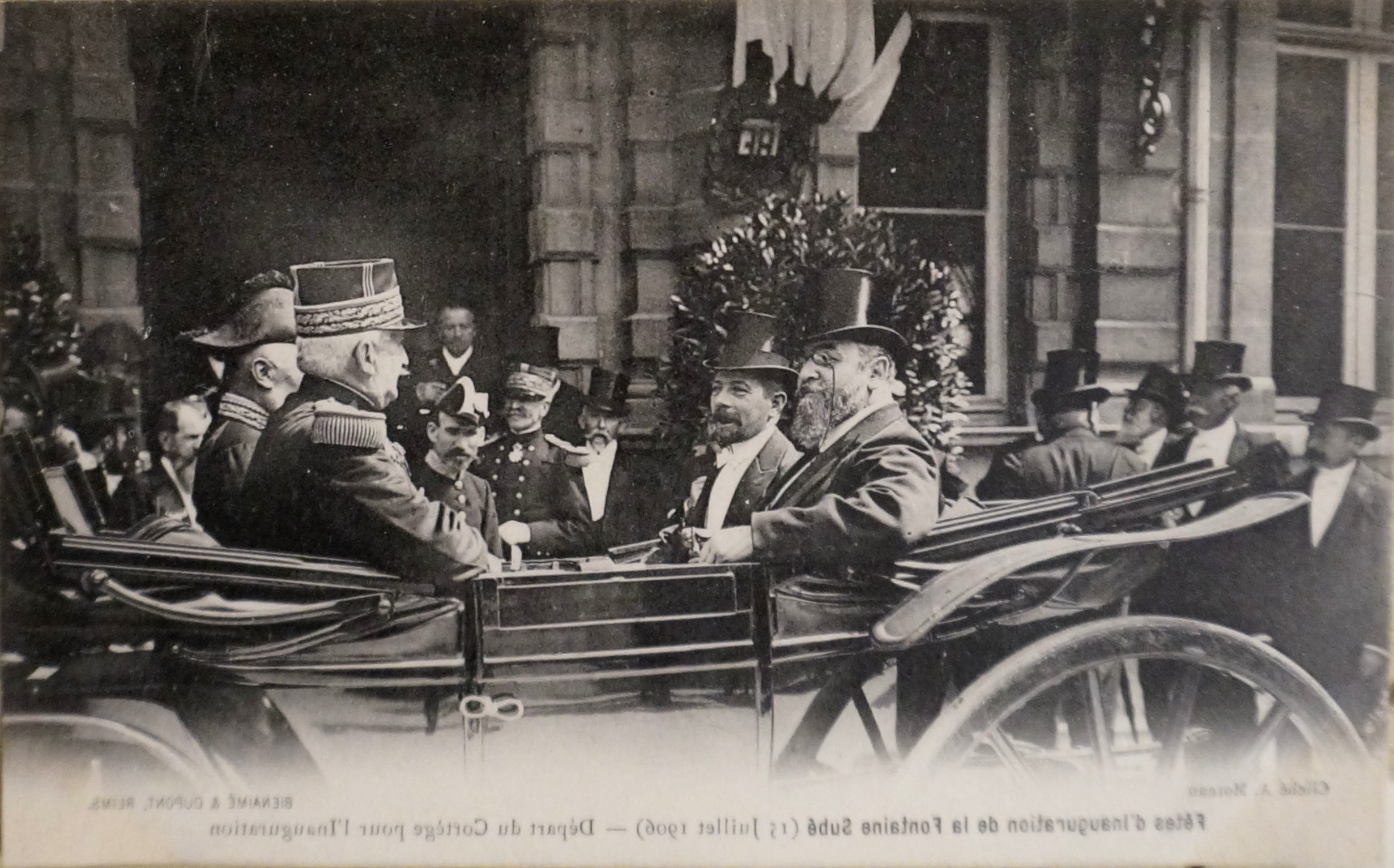
En compagnie du sénateur et ministre des Affaires Etrangères Léon Bourgeois pour inaugurer la fontaine Subé.
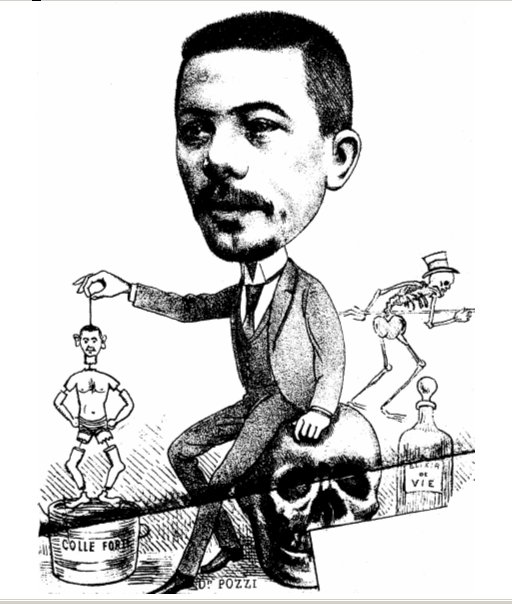
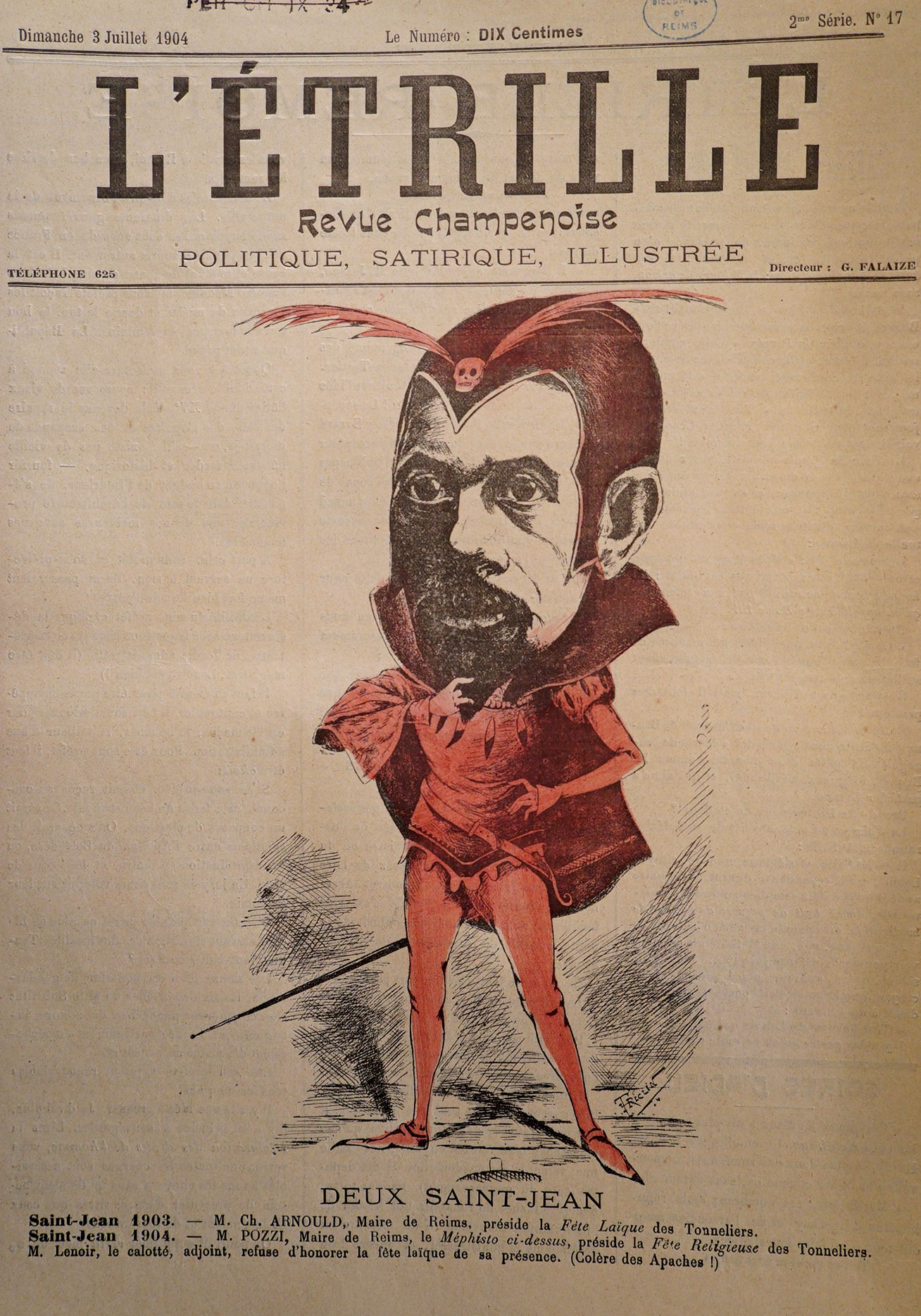
Brocardé par le journal local L'Etrille.

## Source
- « Adrien Pozzi », dans le Dictionnaire des parlementaires français (1889-1940), sous la direction de Jean Jolly, PUF, 1960 [détail de l’édition]
- Dictionnaire biographique comprenant la liste et les biographies des notabilités dans les lettres...du département de la Marne avec photographies..., Paris, Henri Jouve éditeur imprimeur, 1893.